# Unterseeboot 210
Le Unterseeboot 210 (ou U-210) est un sous-marin allemand (U-Boot) de type VII.C utilisé par la Kriegsmarine (marine de guerre allemande) pendant la Seconde Guerre mondiale

## Historique
Mis en service le 21 février 1942, l'Unterseeboot 210 reçoit sa formation de base dans la 5. Unterseebootsflottille à Kiel jusqu'au 31 juillet 1942, où il rejoint son unité dans la 9. Unterseebootsflottille à Brest, port qu'il n'atteindra jamais.
Il réalise sa première patrouille, quittant le port de Kiel le 18 juillet 1942 sous les ordres de Rudolf Lemckea. Après 20 jours de mer, l'U-210 est coulé le 6 août 1942 dans l'Atlantique Nord au sud du Cap Farvel au Groenland à la position géographique de 54° 24′ N, 34° 37′ O, par des charges de profondeur et des tirs d'artillerie du destroyer canadien HMCS Assiniboine qui l'éperonne. 
Six des 43 membres d'équipage meurent dans cette attaque.

## Affectations
- 5. Unterseebootsflottille du 21 juillet au 31 juillet 1942 (entraînement)
- 9. Unterseebootsflottille du 1er août au 6 août 1942 (service actif)

## Commandements
- korvettenkapitän Rudolf Lemcke du 21 juillet au 6 août 1942

## Patrouilles
|       | Commandant     | Départ          | Départ | Arrivée     | Arrivée | Jours    | Succès |
| ----- | -------------- | --------------- | ------ | ----------- | ------- | -------- | ------ |
| 1     | Rudolf Lemckea | 18 juillet 1942 | Kiel   | 6 août 1942 | Coulé   | 20 jours |        |
| Total | Total          | Total           | Total  | Total       | Total   | 20 jours | 0 t    |

Nota : Les noms de commandants sans indication de grade signifie que leur grade n'est pas connu avec certitude à notre époque (2013) à la date de la prise de commandement.

### Opérations Wolfpack
L'U-210 a opéré avec les Wolfpacks (meute de loups) durant sa carrière opérationnelle :
1. Pirat (29 juillet 1942 - 3 août 1942)
2. Steinbrinck (3 août 1942 - 6 août 1942)

## Navires coulés
L'Unterseeboot 210 n'a ni coulé, ni endommagé de navire au cours de l'unique patrouille (20 jours en mer) qu'il effectua.